# Vòng loại Giải vô địch bóng đá nữ U-19 châu Á 2013
Vòng loại Giải vô địch bóng đá nữ U-19 châu Á 2013 diễn ra từ tháng 10 tới tháng 12 năm 2012 nhằm chọn ra các đội tuyển tham dự vòng chung kết.

## Vòng một

### Bảng A
Các trận đấu diễn ra ở Melaka, Malaysia (UTC+8).
| Đội        | Tr | T | H | B | BT | BB | HS | Đ |
| ---------- | -- | - | - | - | -- | -- | -- | - |
| Ấn Độ      | 2  | 2 | 0 | 0 | 2  | 0  | +2 | 6 |
| Uzbekistan | 2  | 1 | 0 | 1 | 2  | 1  | +1 | 3 |
| Bangladesh | 2  | 0 | 0 | 2 | 0  | 3  | −3 | 0 |

| Ấn Độ       | 1 – 0   | Bangladesh |
| ----------- | ------- | ---------- |
| Nikhila 76' | Báo cáo |            |

| Bangladesh | 0 – 2   | Uzbekistan               |
| ---------- | ------- | ------------------------ |
|            | Báo cáo | Selime 20' · Mahliyo 56' |

| Ấn Độ     | 1 – 0   | Uzbekistan |
| --------- | ------- | ---------- |
| Rawat 22' | Báo cáo |            |

### Bảng B
Các trận đấu diễn ra ở Amman, Jordan (UTC+2).
| Đội        | Tr | T | H | B | BT | BB | HS  | Đ |
| ---------- | -- | - | - | - | -- | -- | --- | - |
| Jordan     | 3  | 3 | 0 | 0 | 14 | 2  | +12 | 9 |
| Iran       | 3  | 2 | 0 | 1 | 22 | 5  | +17 | 6 |
| Tajikistan | 3  | 0 | 1 | 2 | 4  | 17 | −13 | 1 |
| Palestine  | 3  | 0 | 1 | 2 | 2  | 18 | −16 | 1 |

| Iran | 12 – 2  | Tajikistan                   |
| --- | ------- | ---------------------------- |
| Rashti 4' · Naraghi 10', 18', 31', 58', 76', 78' · Zohrabinia 25' · Rahimi 38' (pen.), 47', 50' · Samaneh 90+1' | Báo cáo | Mehrangezi 45+1' · Laylo 79' |

| Jordan                                                                              | 8 – 0   | Palestine |
| ----------------------------------------------------------------------------------- | ------- | --------- |
| Khalil 10' · Sweilem 15', 25', 57' · Almasri 20', 43' · Alzagha 39' · Al Momani 73' | Báo cáo |           |

| Palestine | 0 – 8   | Iran                                                                                |
| --------- | ------- | ----------------------------------------------------------------------------------- |
|           | Báo cáo | Rouzbahan 7' · Rashti 12', 84' · Naraghi 22', 60', 64' · Zohrabina 29' · Rahimi 53' |

| Tajikistan | 0 – 3   | Jordan                           |
| ---------- | ------- | -------------------------------- |
|            | Báo cáo | Alzagha 18' · Al Momani 31', 51' |

| Tajikistan                | 2 – 2   | Palestine       |
| ------------------------- | ------- | --------------- |
| Madina 50' · Makhvash 65' | Báo cáo | Owda 58', 90+5' |

| Jordan                       | 3 – 2   | Iran            |
| ---------------------------- | ------- | --------------- |
| Alsufy 4', 51' · Sweilem 76' | Báo cáo | Rahimi 24', 71' |

### Bảng C
Diễn ra tại Manila, Philippines (UTC+8).
| Đội               | Tr | T | H | B | BT | BB | HS  | Đ |
| ----------------- | -- | - | - | - | -- | -- | --- | - |
| Myanmar           | 3  | 3 | 0 | 0 | 15 | 1  | +14 | 9 |
| Đài Bắc Trung Hoa | 3  | 2 | 0 | 1 | 7  | 3  | +4  | 6 |
| Philippines       | 3  | 1 | 0 | 2 | 2  | 5  | −3  | 3 |
| Hồng Kông         | 3  | 0 | 0 | 3 | 0  | 15 | −15 | 0 |

| Đài Bắc Trung Hoa | 1 – 3   | Myanmar                                     |
| ----------------- | ------- | ------------------------------------------- |
| Phan Ngạn Hân 34' | Báo cáo | May Thu Kyaw 20', 65' · Win Theingi Tun 83' |

| Philippines           | 2 – 0   | Hồng Kông |
| --------------------- | ------- | --------- |
| Kadil 71' · Reyes 78' | Báo cáo |           |

| Hồng Kông | 0 – 5   | Đài Bắc Trung Hoa                                              |
| --------- | ------- | -------------------------------------------------------------- |
|           | Báo cáo | Trần Di Bình 18', 62' · La Thiên Vũ 66', 71' · Lâm Ức Oanh 68' |

| Myanmar                                                     | 4 – 0   | Philippines |
| ----------------------------------------------------------- | ------- | ----------- |
| Nilar Win 15', 85' · May Thu Kyaw 60' · Win Theingi Tun 61' | Báo cáo |             |

| Myanmar                                                                         | 8 – 0   | Hồng Kông |
| ------------------------------------------------------------------------------- | ------- | --------- |
| May Thu Kyaw 20', 23', 39' · Nilar Win 21', 36', 82' · Win Theingi Tun 59', 59' | Báo cáo |           |

| Philippines | 0 – 1   | Đài Bắc Trung Hoa |
| ----------- | ------- | ----------------- |
|             | Báo cáo | Phan Ngạn Hân 35' |

## Vòng hai
Diễn ra tại Thành phố Hồ Chí Minh, Việt Nam (UTC+8).

### Bảng A
| Đội        | Tr | T | H | B | BT | BB | HS | Đ |
| ---------- | -- | - | - | - | -- | -- | -- | - |
| Thái Lan   | 3  | 2 | 1 | 0 | 9  | 3  | +6 | 7 |
| Iran       | 3  | 1 | 2 | 0 | 6  | 4  | +2 | 5 |
| Jordan     | 3  | 1 | 0 | 2 | 1  | 5  | −4 | 3 |
| Uzbekistan | 3  | 0 | 1 | 2 | 1  | 5  | −4 | 1 |

| Thái Lan                                      | 3 – 0   | Jordan |
| --------------------------------------------- | ------- | ------ |
| Panyosuk 15' · Rukpinij 90+2' · Boontan 90+4' | Báo cáo |        |

| Uzbekistan     | 1 – 1   | Iran        |
| -------------- | ------- | ----------- |
| Tulanbaeva 30' | Báo cáo | Farmani 59' |

| Jordan              | 1 – 0   | Uzbekistan |
| ------------------- | ------- | ---------- |
| Almasri 89' (ph.đ.) | Báo cáo |            |

| Iran                          | 3 – 3   | Thái Lan                                        |
| ----------------------------- | ------- | ----------------------------------------------- |
| Rahimi 29' · Naraghi 34', 70' | Báo cáo | Rukpinij 67' · Anongnat 77' · Phonkhokkruad 86' |

| Thái Lan                    | 3 – 0   | Uzbekistan |
| --------------------------- | ------- | ---------- |
| Alisa 22', 24' · Orapin 55' | Báo cáo |            |

| Iran                     | 2 – 0   | Jordan |
| ------------------------ | ------- | ------ |
| Maryam 24' · Seyedeh 35' | Báo cáo |        |

### Bảng B
| Đội               | Tr | T | H | B | BT | BB | HS  | Đ |
| ----------------- | -- | - | - | - | -- | -- | --- | - |
| Myanmar           | 3  | 2 | 1 | 0 | 11 | 2  | +9  | 7 |
| Việt Nam          | 3  | 2 | 0 | 1 | 14 | 3  | +11 | 6 |
| Đài Bắc Trung Hoa | 3  | 1 | 1 | 1 | 9  | 4  | +5  | 4 |
| Ấn Độ             | 3  | 0 | 0 | 3 | 0  | 25 | −25 | 0 |

| Việt Nam              | 1 – 2   | Myanmar                                       |
| --------------------- | ------- | --------------------------------------------- |
| Nguyễn Thị Mỹ Anh 52' | Báo cáo | Khin Nway Nway Shwe 40' · Win Theingi Tun 79' |

| Đài Bắc Trung Hoa                                                                                       | 7 – 0   | Ấn Độ |
| --- | ------- | ----- |
| Phan Ngạn Hân 25' · Lâm Tuệ Văn 30' · La Thiên Vũ 45', 65', 75' · Trần Nhã Quân 55' · Hà Tuyên Nghi 90' | Báo cáo |       |

| Myanmar                 | 1 – 1   | Đài Bắc Trung Hoa |
| ----------------------- | ------- | ----------------- |
| Khin Nway Nway Shwe 13' | Báo cáo | Trần Di Bình 61'  |

| Việt Nam | 10 – 0  | Ấn Độ |
| --- | ------- | ----- |
| Phạm Hải Yến 11', 20', 27' · Nguyễn Thị Hồng Cúc 15', 67', 76' · Trần Thị Thảo Nguyên 53', 60' · Phan Thị Trang 80', 88' | Báo cáo |       |

| Việt Nam                           | 3 – 1   | Đài Bắc Trung Hoa                          |
| ---------------------------------- | ------- | ------------------------------------------ |
| Vũ Thị Thúy 44' · Phạm Hải Yến 69' | Báo cáo | Phan Ức Đình 20' (l.n.) · Trần Di Bình 47' |

| Ấn Độ | 0 – 8   | Myanmar |
| ----- | ------- | --- |
|       | Báo cáo | Win Theingi Tun 9', 45' · Sahoo 18' (l.n.) · Khin Nway Nway Shwe 26' · Nilar Win 47', 64', 83' · Aye Aye Moe 61' |

### Play-off
| Thái Lan | 0 – 1   | Myanmar            |
| -------- | ------- | ------------------ |
|          | Báo cáo | Lin Ohnmar Tun 67' |

Myanmar lọt vào vòng chung kết.